# Convención Internacional del Opio
La expresión Convención Internacional del Opio (International Opium Convention) hace referencia tanto a la primera Convención Internacional del Opio firmada en La Haya el 23 de enero de 1912, fue el primer tratado internacional sobre el control de drogas, como a la segunda Convención Internacional del Opio firmada en Ginebra en 1925.
La convención fue sustituida por la Convención Única sobre Estupefacientes de 1961.

## Primera Convención Internacional del Opio
Los Estados Unidos patrocinaron una conferencia de 13 naciones de la Comisión Internacional del Opio en Shanghái (China) en 1909, en respuesta al incremento de las críticas al comercio del opio y las guerras del Opio. El tratado fue firmado por el Imperio alemán, Estados Unidos, China, Francia, Reino Unido, Italia, Japón, Holanda, Dinastía Kayar, Portugal, Imperio Ruso y Siam.
La convención acordó que «los países firmantes deben realizar sus mejores esfuerzos para controlar, o para incitar al control, de todas las personas que fabriquen, importen, vendan, distribuyan y exporten morfina, cocaína, y sus respectivos derivados, así como los respectivos locales donde esas personas ejercen esa industria o comercio».
La convención fue establecida en su legislación en 1915 por los Estados Unidos, Holanda, China, Honduras, y Noruega. En 1919 tuvo validez mundial al ser incorporada en el Tratado de Versalles.

## Segunda Convención Internacional del Opio
En 1925 se convocó en Ginebra la Segunda Conferencia Internacional sobre el Opio. En esta ocasión, el 19 de febrero de 1925 se firmó en Ginebra una segunda Convención Internacional sobre el Opio (la Convención Internacional sobre Drogas Peligrosas o Convención sobre el Opio de 1925). Entró en vigor el 25 de septiembre de 1928 y fue registrada en la Serie de Tratados de la Liga de las Naciones el mismo 19 de febrero de 1925.

### El cannabis en la segunda Convención
La convención introdujo un sistema de control estadístico para ser supervisado por la Brigada Central Permanente del Opio, un organismo de la Sociedad de Naciones. Egipto, con el apoyo de China y de Estados Unidos, recomendó incluir una prohibición para el hachís en la Convención, y el subcomité propuso el siguiente texto:

"El uso de cannabis indio y la preparación de productos derivados de él, será autorizada únicamente con fines medicinales y científicos. Sin embargo la resina natural (charas), que es extraída de las plantas hembra de cannabis sativa L., junto con diferentes preparados que se obtienen a partir de ella (hachís, hira, esrar, diamba, etc.), la cual no es actualmente utilizada con fines medicinales y solo es objeto de uso para fines nocivos, del mismo modo que otros narcóticos, no será producida, vendida, comercializada, etc., bajo ninguna circunstancia".

India, y otros países rechazaron esta propuesta, alegando costumbres sociales y religiosas y la existencia de plantas de cannabis silvestres que complicarían la implantación de esta propuesta.
Por consiguiente, esta propuesta no se incluyó en el texto final del tratado. De todas formas se negoció un acuerdo mediante el cual se acordó la prohibición de exportar cannabis indio a países en los cuales estuviera prohibido su uso, y exigiendo a los países que lo importasen firmar certificados que afirmasen que el uso de la mercancía se justificaba "únicamente para fines medicinales o científicos". Se exigió también a las partes "ejercer un control efectivo para prevenir el tráfico ilegal internacional de cannabis indio, y especialmente de la resina." De todas formas estas restricciones dejaron un espacio significativo para que los países autorizaran la producción, el comercio nacional, y el uso de cannabis con fines "lúdicos".